# Renault Espace
El Renault Espace és un model de monovolum del segment D produït pel fabricant d'automòbils francès Renault des de 1984. L'Espace abasta cinc generacions, estrenades els anys 1984 (Espace I), 1991 (Espace II), 1998 (Espace III), 2002 (Espace IV) i 2015 (Espace V); les tres primeres van ser produïdes a Romorantin-Lanthenay, França, mentre que la quarta i la cinquena s'han fabricat a Sandouville, França.
Originalment dissenyat per vendre's com Talbot a la fi dels setanta, va ser llançat al mercat el 1984 i fabricat per Matra, i es considera el primer monovolum de la història. A la tercera i quarta generació, va existir en versió llarga coneguda com a "Grand Espace".

### Resum de versions i producció
| Generacions              | Producció                   | Derivats de Renault | Models similars                                                                                       |
| ------------------------ | --------------------------- | ------------------- | --- |
| Espace I (1984 - 1991)   | 191.694 unitats             | No                  | Chrysler Voyager I                                                                                    |
| Espace II (1991 - 1997)  | 317.225 unitats             |                     | Chrysler Voyager II                                                                                   |
| Espace III (1996 - 2002) | 365.323 unitats             |                     | Chrysler Voyager III - Citroën Évasion - Fiat Ulysse I - Lancia Zeta - Peugeot 806                    |
| Espace IV (2002 - 2014)  | 372.692 unitats             | Renault Avantime    | Chrysler Voyager IV et V - Citroën C8 - Fiat Ulysse II - Lancia Phedra - Peugeot 807 - Peugeot 5008 I |
| Espace V (2015 - ...)    | En producció a l'actualitat |                     | Citroën C4 Picasso - Fiat Freemont - Lancia Voyager - Peugeot 5008 II                                 |

## Espace I (1984-1991)
El disseny de l'Espace es va concebre originalment a la dècada de 1970 pel dissenyador anglès Fergus Pollock, que va estar treballant per a la subsidiària britànica de Chrysler, al seu centre de disseny a Coventry. Posteriorment, Matra, que va estar afiliada amb Simca, va entrar a treballar en el seu disseny.
Es va pensar aquest model per ser venut per Talbot, així es va treballar en alguns prototips i conceptes amb aquesta finalitat. L'any 1978, abans que l'Espace entrés en producció, Talbot i Simca van ser venudes a la companyia francesa PSA Peugeot Citroën, i així el disseny de l'Espace va ser donat a Matra.
PSA va decidir que l'Espace tenia un disseny molt arriscat i un cost massa alt com per ser produït, i Matra va parlar amb Renault sobre aquest projecte (PSA va entrar en aquest segment onze anys més tard, concretament l'any 1995, amb el model Citroën Evasion/Peugeot 806).
El concepte de Matra va arribar a ser el Renault Espace. El disseny realitzat amb una carrosseria feta de fibra de vidre es va muntar en un xassís d'acer, usant la mateixa tècnica d'acoblament que la factoria del Talbot Matra Murena.
L'Espace va ser llançat per Renault l'any 1984 (el model similar que Chrysler va desenvolupar als Estats Units va ser llançat un any abans, el 1983). Poc després de començar la producció es va posar en dubte la viabilitat del projecte. Com a dada anecdòtica, en el primer mes de vendes només es van lliurar 9 unitats. Fins dos anys més tard no es va aconseguir rendibilitzar la inversió i va ser a partir de 1989 quan se'n van vendre unes xifres considerables.

### Espace I - Fase II

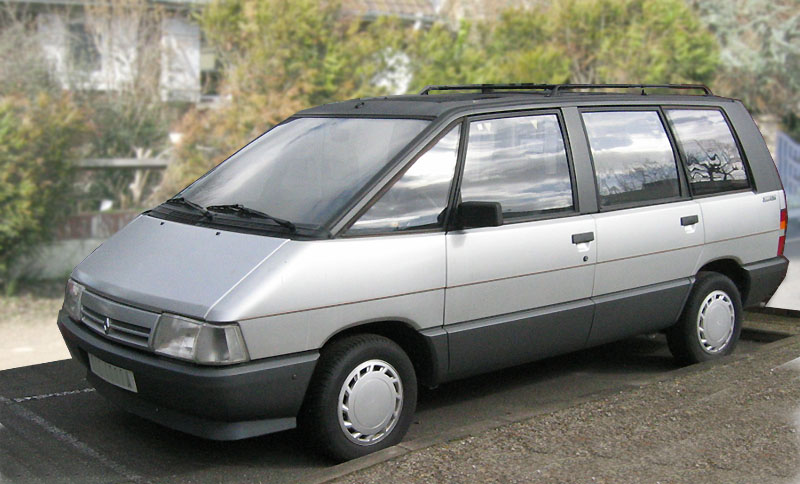
Renault Espace I (Fase II)

A partir de l'èxit obtingut, l'Espace va ser renovat el 1989, sent substituïts els components de Talbot/Simca per components originals de Renault (el xassís i els components mecànics del cotxe pràcticament van romandre sense canvis). Exteriorment la major diferència entre el primer Espace i el fase II de 1989 va ser el canvi en els fars: es va introduir una nova il·luminació més inclinada que l'anterior i es van substituir les tulipes taronges dels indicadors d'intermitència per uns de color blanc.

### Motoritzacions
|                                | 2.0                   | 2.0                   | 2.0                        | 2.2                        | 2.1 dT               |
| ------------------------------ | --------------------- | --------------------- | -------------------------- | -------------------------- | -------------------- |
| Període                        | 1984-1990             | 1988-1990             | 1988-1990                  | 1986-1990                  | 1984-1990            |
| Tipus de motor                 | L4 8v, carburació     | L4 8v, carburació     | L4 8v, injecció multipunt  | L4 8v, injecció multipunt  | L4 8v, dièsel, turbo |
| Identificació del motor        | J6R                   | J6R                   | J7R                        | J7T                        | J8                   |
| Diàmetre x carrera             | 88.0 mm x 82.0 mm     | 88.0 mm x 82.0 mm     | 88.0 mm x 82.0 mm          | 88.0 mm x 89.0 mm          | 86.0 mm x 89.0 mm    |
| Cilindrada                     | 1995 cm³              | 1995 cm³              | 1995 cm³                   | 2165 cm³                   | 2068 cm³             |
| Relació de compressió          | 9.2: 1                | 9.2: 1                | 10.0: 1                    | 9.2: 1                     | 21.5: 1              |
| Potència màxima: CV (kW) @ rpm | 110 CV (81 kW) @ 5500 | 101 CV (74 kW) @ 5500 | 120 CV (88 kW) @ 5500      | 110 CV (81 kW) @ 5000      | 88 CV (65 kW) @ 4250 |
| Parell màxim: Nm @ rpm         | 160 Nm @ 3000         | 158 Nm @ 3000         | 164 Nm @ 4500              | 170 Nm @ 3500              | 181 Nm @ 2000        |
| Tracció                        | Davantera             | Davantera             | Davantera / Total (Quadra) | Davantera / Total (Quadra) | Davantera            |
| Transmissió                    | Manual, 5 velocitats  | Manual, 5 velocitats  | Manual, 5 velocitats       | Manual, 5 velocitats       | Manual, 5 velocitats |
| Acceleració 0–100 km/h         | 11.9                  | 12.6                  | 11.5                       | 10.0                       | 13.3                 |
| Velocitat màxima               | 175 km/h              | 170 km/h              | 178 km/h                   | 175 km/h                   | 165 km/h             |
| Consum combinat (L/100 km)     | 9.0                   | 8.5                   | 8.9                        | 9.5                        | 6.8                  |

## Espace II (1991-1997)
Una versió renovada de l'Espace va ser presentada l'any 1991, adoptant la "imatge de família" de Renault en lloc de la de Talbot que tenia la versió original. Bàsicament era una nova pell per al mateix model i es va dotar d'un nou interior molt millorat, amb un tauler de comandaments també molt millor que l'original. El xassís del vehicle amb prou feines va patir modificacions. En les proves de xoc Euro NCAP va treure una mala nota: 2 estels.

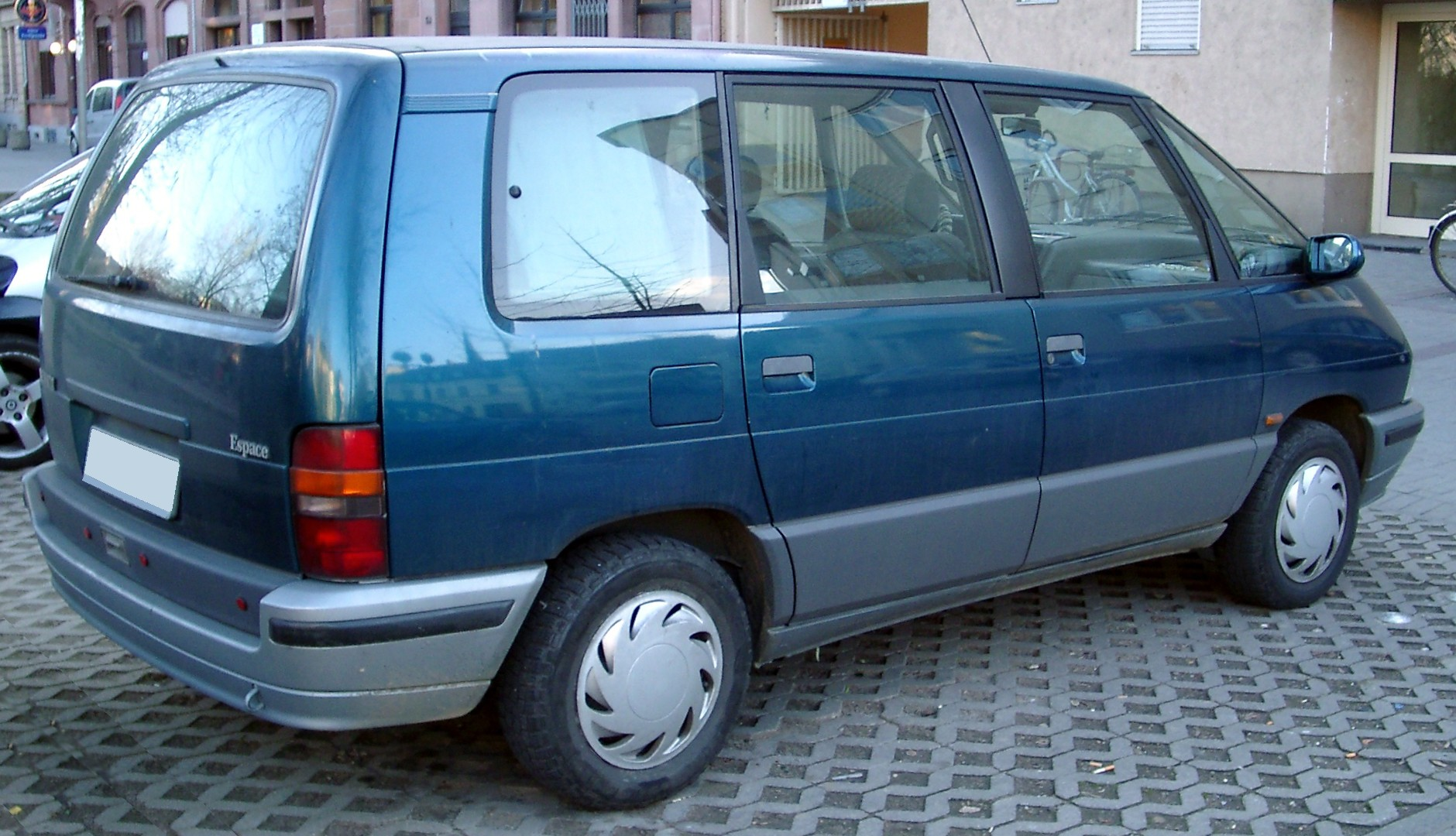
Renault Espace II

### Motoritzacions
|                                | 2.0                   | 2.2                        | 2.8                                             | 2.1 dT               |
| ------------------------------ | --------------------- | -------------------------- | ----------------------------------------------- | -------------------- |
| Període                        | 1991-1996             | 1991-1996                  | 1991-1996                                       | 1991-1996            |
| Tipus de motor                 | L4 8                  | L4 8                       | V6 12                                           | L4 8v, dièsel, turbo |
| Identificació del motor        | J7R                   | J7T                        | Z7W                                             | J8                   |
| Diàmetre x carrera             | 88.0 mm x 82.0 mm     | 88.0 mm x 89.0 mm          | 91.0 mm x 73.0 mm                               | 86.0 mm x 89.0 mm    |
| Cilindrada                     | 1995 cm³              | 2165 cm³                   | 2849 cm³                                        | 2068 cm³             |
| Relació de compressió          | 10.0: 1               | 9.2: 1                     | 9.5: 1                                          | 21.5: 1              |
| Potència màxima: CV (kW) @ rpm | 103 CV (76 kW) @ 5250 | 107 CV (79 kW) @ 5000      | 150 CV (110 kW) @ 5400                          | 88 CV (65 kW) @ 4250 |
| Parell màxim: Nm @ rpm         | 159 Nm @ 2500         | 170 Nm @ 3500              | 225 Nm @ 2500                                   | 181 Nm @ 2000        |
| Tracció                        | Davantera             | Davantera / Total (Quadra) | Davantera                                       | Davantera            |
| Transmissió                    | Manual, 5 velocitats  | Manual, 5 velocitats       | Manual, 5 velocitats / Automàtica, 4 velocitats | Manual, 5 velocitats |
| Acceleració 0–100 km/h         | 13.8                  | 12.9                       | 10.3                                            | 15.0                 |
| Velocitat màxima               | 173 km/h              | 175 km/h                   | 195 km/h                                        | 162 km/h             |
| Consum combinat (L/100 km)     | 9.6                   | 9.7                        | 11.6                                            | 7.3                  |

## Espace III (1998-2003)
La tercera generació de l'Espace va ser llançada l'any 1998. El seu principal tret diferenciador va ser el canvi radical sofert a l'interior que li donava una imatge molt futurista al model (incorporant el velocímetre digital en la part central). El motor va passar de tenir una ubicació longitudinal a una transversal, i es va estrenar també una variant amb una batalla i voladís darrere estesos, anomenada "Grand Espace", que permetia portar a set passatgers i el seu equipatge. Algunes unitats d'aquesta tercera generació de l'Espace van ser adaptades per a taxi per a l'Aeroport Internacional de Kuala Lumpur.

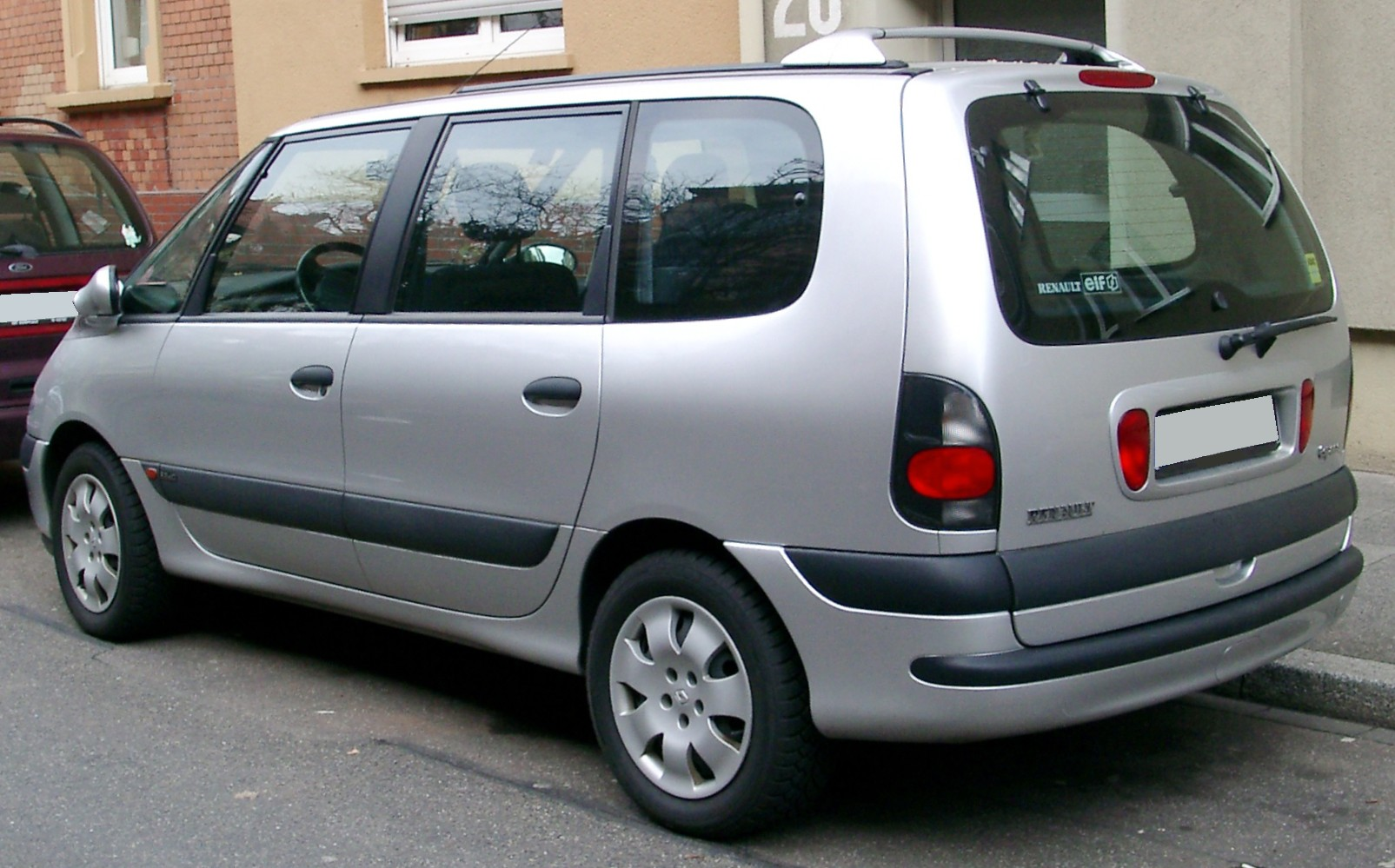
Renault Espace III

Els motors de gasolina eren un 2.0 litres de dues vàlvules per cilindre i 113 CV, un 2.0 litres de quatre vàlvules per cilindre i 140 CV, i un V6 de 3.0 litres i 190 CV. Els motors Dièsel eren un 1.9 litres amb dues vàlvules per cilindre, injecció directa, turbocompressor de geometria fixa i 98 CV, un 2.2 litres amb injecció directa, turbocompressor i 115 CV, i un 2.2 litres amb quatre vàlvules per cilindre, injecció directa common-rail, turbocompressor de geometria variable, intercooler i 129 CV.

### Fase I (1996-2000)

#### Motoritzacions
| Període                        | 1996-2000                                       | 1998-2000                                       | 1996-1998                | 1998-2000                | 1999-2000                              | 1996-2000             |           |           |           |           |           |           |           |           |           |           |           |           |           |           |
| Tipus de motor                 | L4 8                                            | L4 16                                           | V6 12                    | V6 24                    | L4 8v, dièsel, injecció directa, turbo | L4 12v, dièsel, turbo |           |           |           |           |           |           |           |           |           |           |           |           |           |           |
| Identificació del motor        | F3R                                             | F4R                                             | Z7X                      | L7X                      | F9                                     | G8T                   |           |           |           |           |           |           |           |           |           |           |           |           |           |           |
| Diàmetre x carrera             | 82.7 mm x 93.0 mm                               | 82.7 mm x 93.0 mm                               | 93.0 mm x 72.7 mm        | 87.0 mm x 82.6 mm        | 80.0 mm x 93.0 mm                      | 87.0 mm x 92.0 mm     |           |           |           |           |           |           |           |           |           |           |           |           |           |           |
| Cilindrada                     | 1998 cm³                                        | 1998 cm³                                        | 2963 cm³                 | 2946 cm³                 | 1870 cm³                               | 2188 cm³              |           |           |           |           |           |           |           |           |           |           |           |           |           |           |
| Relació de compressió          | 9.8: 1                                          | 10.0: 1                                         | 9.6: 1                   | 10.5: 1                  | 18.3: 1                                | 22.0: 1               |           |           |           |           |           |           |           |           |           |           |           |           |           |           |
| Potència màxima: CV (kW) @ rpm | 115 CV (84 kW) @ 5400                           | 140 CV (103 kW) @ 5500                          | 167 CV (123 kW) @ 5500   | 190 CV (140 kW) @ 5750   | 98 CV (72 kW) @ 4000                   | 115 CV (83 kW) @ 4500 |           |           |           |           |           |           |           |           |           |           |           |           |           |           |
| Parell màxim: Nm @ rpm         | 168 Nm @ 3500                                   | 188 Nm @ 3750                                   | 235 Nm @ 4500            | 267 Nm @ 4000            | 190 Nm @ 2000                          | 250 Nm @ 2000         |           |           |           |           |           |           |           |           |           |           |           |           |           |           |
| Tracció                        | Davantera                                       | Davantera                                       | Davantera                | Davantera                | Davantera                              | Davantera             | Davantera | Davantera | Davantera | Davantera | Davantera | Davantera | Davantera | Davantera | Davantera | Davantera | Davantera | Davantera | Davantera | Davantera |
| Transmissió                    | Manual, 5 velocitats / Automàtica, 4 velocitats | Manual, 5 velocitats / Automàtica, 4 velocitats | Automàtica, 4 velocitats | Automàtica, 4 velocitats | Manual, 5 velocitats                   | Manual, 5 velocitats  |           |           |           |           |           |           |           |           |           |           |           |           |           |           |
| Acceleració 0–100 km/h         | 13.7                                            | 11.6                                            | 11.0                     | 10.6                     | 15.0                                   | 14.5                  |           |           |           |           |           |           |           |           |           |           |           |           |           |           |
| Velocitat màxima               | 175 km/h                                        | 185 km/h                                        | 195 km/h                 | 203 km/h                 | 167 km/h                               | 175 km/h              |           |           |           |           |           |           |           |           |           |           |           |           |           |           |
| Consum combinat (L/100 km)     | 7.9                                             | 8.9                                             | 10.6                     | 8.9                      | 5.7                                    | 6.3                   |           |           |           |           |           |           |           |           |           |           |           |           |           |           |

### Fase II (2000-2002)

#### Motoritzacions
| Període                        | 2000-2002                                       | 2000-2002                | 2000-2002                              | 2000-2002                                            | 2000-2002                                            |           |           |           |           |           |           |           |           |           |           |           |           |           |           |           |
| Tipus de motor                 | L4 16                                           | V6 24                    | L4 8v, dièsel, injecció directa, turbo | L4 16v, dièsel, injecció directa, common-rail, turbo | L4 16v, dièsel, injecció directa, common-rail, turbo |           |           |           |           |           |           |           |           |           |           |           |           |           |           |           |
| Identificació del motor        | F4R                                             | L7X                      | F9                                     | G9T                                                  | G9T                                                  |           |           |           |           |           |           |           |           |           |           |           |           |           |           |           |
| Diàmetre x carrera             | 82.7 mm x 93.0 mm                               | 87.0 mm x 82.6 mm        | 80.0 mm x 93.0 mm                      | 87.0 mm x 92.0 mm                                    | 87.0 mm x 92.0 mm                                    |           |           |           |           |           |           |           |           |           |           |           |           |           |           |           |
| Cilindrada                     | 1998 cm³                                        | 2946 cm³                 | 1870 cm³                               | 2188 cm³                                             | 2188 cm³                                             |           |           |           |           |           |           |           |           |           |           |           |           |           |           |           |
| Relació de compressió          | 10.0: 1                                         | 10.5: 1                  | 18.3: 1                                | 18.0: 1                                              | 18.0: 1                                              |           |           |           |           |           |           |           |           |           |           |           |           |           |           |           |
| Potència màxima: CV (kW) @ rpm | 140 CV (103 kW) @ 5500                          | 190 CV (140 kW) @ 5750   | 98 CV (72 kW) @ 4000                   | 115 CV (85 kW) @ 4000                                | 130 CV (95 kW) @ 4000                                |           |           |           |           |           |           |           |           |           |           |           |           |           |           |           |
| Parell màxim: Nm @ rpm         | 188 Nm @ 3750                                   | 267 Nm @ 4000            | 190 Nm @ 2000                          | 290 Nm @ 1750                                        | 290 Nm @ 1750                                        |           |           |           |           |           |           |           |           |           |           |           |           |           |           |           |
| Tracció                        | Davantera                                       | Davantera                | Davantera                              | Davantera                                            | Davantera                                            | Davantera | Davantera | Davantera | Davantera | Davantera | Davantera | Davantera | Davantera | Davantera | Davantera | Davantera | Davantera | Davantera | Davantera | Davantera |
| Transmissió                    | Manual, 5 velocitats / Automàtica, 4 velocitats | Automàtica, 4 velocitats | Manual, 5 velocitats                   | Manual, 5 velocitats                                 | Manual, 5 velocitats                                 |           |           |           |           |           |           |           |           |           |           |           |           |           |           |           |
| Acceleració 0–100 km/h         | 11.6                                            | 10.6                     | 15.0                                   | 13.5                                                 | 12.4                                                 |           |           |           |           |           |           |           |           |           |           |           |           |           |           |           |
| Velocitat màxima               | 185 km/h                                        | 203 km/h                 | 167 km/h                               | 176 km/h                                             | 183 km/h                                             |           |           |           |           |           |           |           |           |           |           |           |           |           |           |           |
| Consum combinat (L/100 km)     | 8.9                                             | 8.9                      | 5.7                                    | 6.1                                                  | 6.1                                                  |           |           |           |           |           |           |           |           |           |           |           |           |           |           |           |

## Espace IV (2002-2015)
La quarta generació de l'Espace va ser presentada l'any 2003 i va ser el primer model de l'Espace dissenyat i construït completament per Renault. Totes les versions anteriors van ser muntades a la factoria Romarantin de Matra, mentre que aquesta es fabricava a Sandouville conjuntament amb el Laguna i Vel Satis. Aquest nou vehicle va ser també el primer model de l'Espace realitzat totalment d'acer; igual que l'Espace III, l'Espace IV té variants curta i llarga (Grand Espace).
La seva imatge va ser adaptada al nou estil donat per Renault als seus models seguint el deixant del Vel Satis i del Avantime. Incorporava els últims avanços en seguretat i va ser el primer monovolum a aconseguir 5 estrelles Euro NCAP. Tenia uns seients independents lliscants sobre rails que li conferien una gran modularitat i comoditat interior així com sistemes de confort i seguretat com el fre d'aparcament automàtic, sostre elèctric panoràmic, targeta Renault mans lliures, que el feien ideal com a vehicle familiar.

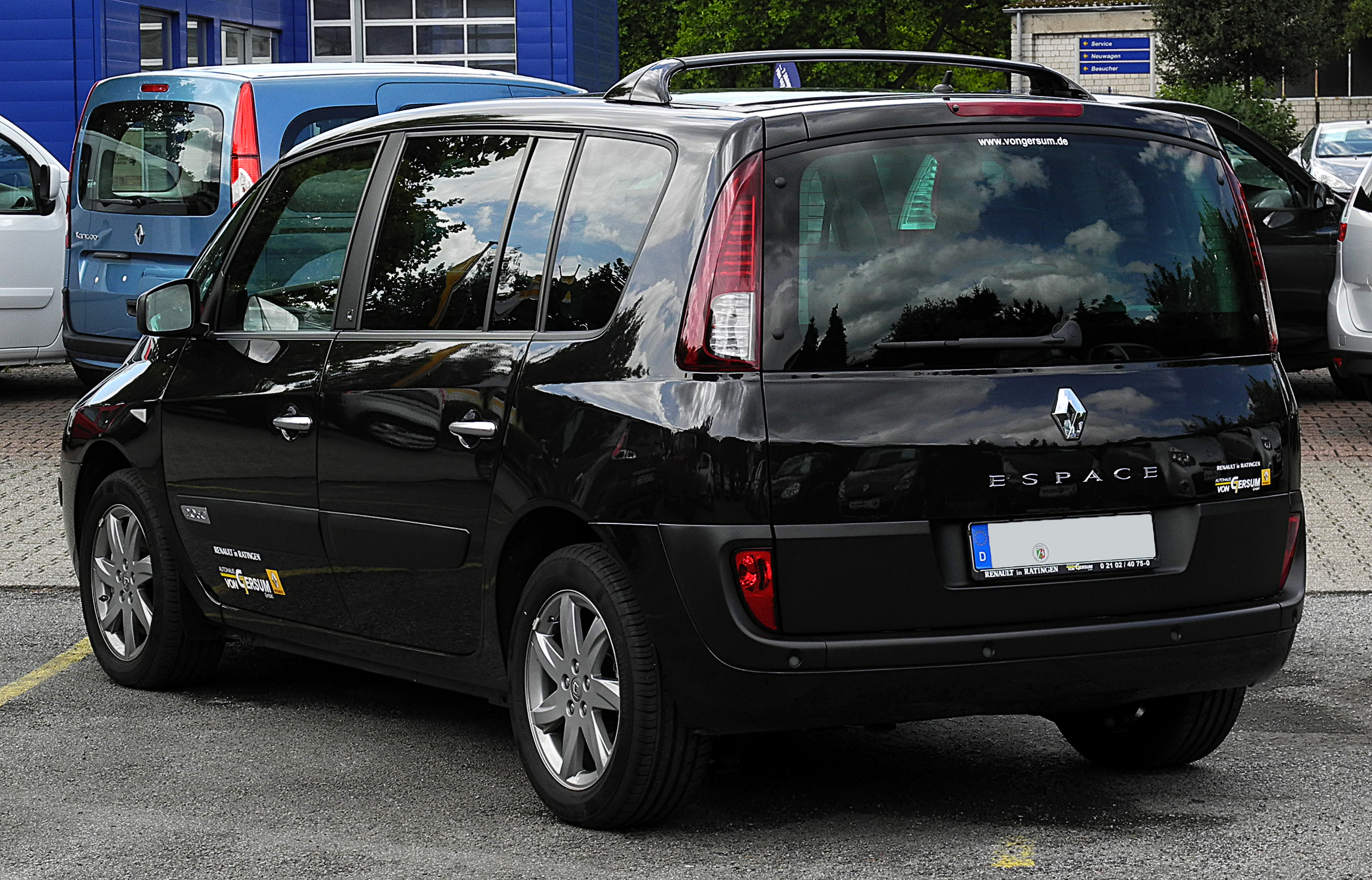
Renault Espace IV

Els motors gasolina eren un 2.0 litres atmosfèric de 136 CV i amb turbocompressor i 163 CV (després 170 CV), i un 3.5 litres de 240 CV; aquest últim és d'origen Nissan, i ho utilitzen models com el Nissan Pathfinder i el Nissan Murano.
Els motors dièsel eren un 1.9 litres de 120 CV, un 2.0 litres de 130, 150 o 173 CV, un 2.2 litres de 150 CV, i un 3.0 litres de 177 CV, els tres amb injecció directa common-rail, turbocompressor de geometria variable i intercooler.
Tots els motors tenien quatre cilindres en línia i quatre vàlvules per cilindre, excepte l'1.9 litres de 120 CV, que tenia dues vàlvules per cilindres, i els gasolina 3.5 litres i Dièsel 3.0 litres, que tenien sis cilindres en V.
L'any 2012 va ser reestilitzada la part davantera i es van renovar les tapisseries, equipaments tant de confort com de seguretat i el disseny de les llandes.

### Fase I (2002-2006)

#### Motoritzacions
| Període                        | 2002-2006              | 2002-2005                                       | 2005-2006                                       | 2002-2006                |           |           |           |           |           |           |           |           |           |           |           |           |           |           |           |           |
| Tipus de motor                 | L4 16                  | L4 16v, turbo                                   | L4 16v, turbo                                   | V6 24                    |           |           |           |           |           |           |           |           |           |           |           |           |           |           |           |           |
| Identificació del motor        | F4R                    | F4R                                             | F4R                                             | V4I                      |           |           |           |           |           |           |           |           |           |           |           |           |           |           |           |           |
| Diàmetre x carrera             | 82.7 mm x 93.0 mm      | 82.7 mm x 93.0 mm                               | 82.7 mm x 93.0 mm                               | 95.5 mm x 81.4 mm        |           |           |           |           |           |           |           |           |           |           |           |           |           |           |           |           |
| Cilindrada                     | 1998 cm³               | 1998 cm³                                        | 1998 cm³                                        | 3498 cm³                 |           |           |           |           |           |           |           |           |           |           |           |           |           |           |           |           |
| Relació de compressió          | 9.8: 1                 | 9.5: 1                                          | 9.8: 1                                          | 10.3: 1                  |           |           |           |           |           |           |           |           |           |           |           |           |           |           |           |           |
| Potència màxima: CV (kW) @ rpm | 136 CV (100 kW) @ 5500 | 163 CV (120 kW) @ 5500                          | 170 CV (125 kW) @ 5000                          | 241 CV (177 kW) @ 6000   |           |           |           |           |           |           |           |           |           |           |           |           |           |           |           |           |
| Parell màxim: Nm @ rpm         | 191 Nm @ 3750          | 250 Nm @ 2000                                   | 270 Nm @ 2000                                   | 330 Nm @ 3600            |           |           |           |           |           |           |           |           |           |           |           |           |           |           |           |           |
| Tracció                        | Davantera              | Davantera                                       | Davantera                                       | Davantera                | Davantera | Davantera | Davantera | Davantera | Davantera | Davantera | Davantera | Davantera | Davantera | Davantera | Davantera | Davantera | Davantera | Davantera | Davantera | Davantera |
| Transmissió                    | Manual, 6 velocitats   | Manual, 6 velocitats / Automàtica, 5 velocitats | Manual, 6 velocitats / Automàtica, 5 velocitats | Automàtica, 5 velocitats |           |           |           |           |           |           |           |           |           |           |           |           |           |           |           |           |
| Acceleració 0–100 km/h         | 12.5                   | 9.9                                             | 9.9                                             | 8.1                      |           |           |           |           |           |           |           |           |           |           |           |           |           |           |           |           |
| Velocitat màxima               | 185 km/h               | 205 km/h                                        | 205 km/h                                        | 225 km/h                 |           |           |           |           |           |           |           |           |           |           |           |           |           |           |           |           |
| Consum combinat (L/100 km)     | 9.4                    | 9.7                                             | 9.7                                             | 12.2                     |           |           |           |           |           |           |           |           |           |           |           |           |           |           |           |           |

| Període                        | 2002-2006                                   | 2002-2006                                       | 2002-2006                                    |           |           |           |           |           |           |           |           |           |           |           |           |           |           |           |           |           |
| Tipus de motor                 | L4 8v, injecció directa, common-rail, turbo | L4 16v, injecció directa, common-rail, turbo    | V6 24v, injecció directa, common-rail, turbo |           |           |           |           |           |           |           |           |           |           |           |           |           |           |           |           |           |
| Identificació del motor        | F9                                          | G9T                                             | P9X                                          |           |           |           |           |           |           |           |           |           |           |           |           |           |           |           |           |           |
| Diàmetre x carrera             | 80.0 mm x 93.0 mm                           | 87.0 mm x 92.0 mm                               | 87.5 mm x 82.0 mm                            |           |           |           |           |           |           |           |           |           |           |           |           |           |           |           |           |           |
| Cilindrada                     | 1870 cm³                                    | 2188 cm³                                        | 2958 cm³                                     |           |           |           |           |           |           |           |           |           |           |           |           |           |           |           |           |           |
| Relació de compressió          | 18.3: 1                                     | 18.0: 1                                         | 18.5: 1                                      |           |           |           |           |           |           |           |           |           |           |           |           |           |           |           |           |           |
| Potència màxima: CV (kW) @ rpm | 120 CV (88 kW) @ 4000                       | 150 CV (110 kW) @ 4000                          | 177 CV (130 kW) @ 4400                       |           |           |           |           |           |           |           |           |           |           |           |           |           |           |           |           |           |
| Parell màxim: Nm @ rpm         | 270 Nm @ 2000                               | 320 Nm @ 1750                                   | 350 Nm @ 1800                                |           |           |           |           |           |           |           |           |           |           |           |           |           |           |           |           |           |
| Tracció                        | Davantera                                   | Davantera                                       | Davantera                                    | Davantera | Davantera | Davantera | Davantera | Davantera | Davantera | Davantera | Davantera | Davantera | Davantera | Davantera | Davantera | Davantera | Davantera | Davantera | Davantera | Davantera |
| Transmissió                    | Manual, 6 velocitats                        | Manual, 6 velocitats / Automàtica, 5 velocitats | Automàtica, 5 velocitats                     |           |           |           |           |           |           |           |           |           |           |           |           |           |           |           |           |           |
| Acceleració 0–100 km/h         | 13.2                                        | 11.5                                            | 10.9                                         |           |           |           |           |           |           |           |           |           |           |           |           |           |           |           |           |           |
| Velocitat màxima               | 180 km/h                                    | 190 km/h                                        | 205 km/h                                     |           |           |           |           |           |           |           |           |           |           |           |           |           |           |           |           |           |
| Consum combinat (L/100 km)     | 6.8                                         | 7.7                                             | 9.5                                          |           |           |           |           |           |           |           |           |           |           |           |           |           |           |           |           |           |

### Fase II (2006-2010)

#### Motoritzacions
| Període                        | 2006-2008              | 2006-2010                                       | 2006-2010                |           |           |           |           |           |           |           |           |           |           |           |           |           |           |           |           |           |
| Tipus de motor                 | L4 16                  | L4 16v, turbo                                   | V6 24                    |           |           |           |           |           |           |           |           |           |           |           |           |           |           |           |           |           |
| Identificació del motor        | F4R                    | F4R                                             | V4I                      |           |           |           |           |           |           |           |           |           |           |           |           |           |           |           |           |           |
| Diàmetre x carrera             | 82.7 mm x 93.0 mm      | 82.7 mm x 93.0 mm                               | 95.5 mm x 81.4 mm        |           |           |           |           |           |           |           |           |           |           |           |           |           |           |           |           |           |
| Cilindrada                     | 1998 cm³               | 1998 cm³                                        | 3498 cm³                 |           |           |           |           |           |           |           |           |           |           |           |           |           |           |           |           |           |
| Relació de compressió          | 9.8: 1                 | 9.8: 1                                          | 10.3: 1                  |           |           |           |           |           |           |           |           |           |           |           |           |           |           |           |           |           |
| Potència màxima: CV (kW) @ rpm | 136 CV (100 kW) @ 5500 | 170 CV (125 kW) @ 5000                          | 241 CV (177 kW) @ 6000   |           |           |           |           |           |           |           |           |           |           |           |           |           |           |           |           |           |
| Parell màxim: Nm @ rpm         | 192 Nm @ 3750          | 270 Nm @ 3250                                   | 330 Nm @ 3600            |           |           |           |           |           |           |           |           |           |           |           |           |           |           |           |           |           |
| Tracció                        | Davantera              | Davantera                                       | Davantera                | Davantera | Davantera | Davantera | Davantera | Davantera | Davantera | Davantera | Davantera | Davantera | Davantera | Davantera | Davantera | Davantera | Davantera | Davantera | Davantera | Davantera |
| Transmissió                    | Manual, 6 velocitats   | Manual, 6 velocitats / Automàtica, 5 velocitats | Automàtica, 5 velocitats |           |           |           |           |           |           |           |           |           |           |           |           |           |           |           |           |           |
| Acceleració 0–100 km/h         | 12.5                   | 9.7                                             | 8.1                      |           |           |           |           |           |           |           |           |           |           |           |           |           |           |           |           |           |
| Velocitat màxima               | 185 km/h               | 205 km/h                                        | 225 km/h                 |           |           |           |           |           |           |           |           |           |           |           |           |           |           |           |           |           |
| Consum combinat (L/100 km)     | 9.4                    | 9.6                                             | 12.0                     |           |           |           |           |           |           |           |           |           |           |           |           |           |           |           |           |           |

| Període                        | 2007-2008                                                                 | 2006-2010                                                                 | 2007-2010                                                                 | 2006-2010                                                                 | 2006-2010                                                                 |           |           |           |           |           |           |           |           |           |           |           |           |           |           |           |
| Tipus de motor                 | L4 16v, injecció directa, common-rail, turbo, filtre Antipartícules (FAP) | L4 16v, injecció directa, common-rail, turbo, filtre Antipartícules (FAP) | L4 16v, injecció directa, common-rail, turbo, filtre Antipartícules (FAP) | L4 16v, injecció directa, common-rail, turbo, filtre Antipartícules (FAP) | V6 24v, injecció directa, common-rail, turbo, filtre Antipartícules (FAP) |           |           |           |           |           |           |           |           |           |           |           |           |           |           |           |
| Identificació del motor        | M9R                                                                       | M9R                                                                       | M9R                                                                       | G9T                                                                       | P9X                                                                       |           |           |           |           |           |           |           |           |           |           |           |           |           |           |           |
| Diàmetre x carrera             | 84.0 mm x 90.0 mm                                                         | 84.0 mm x 90.0 mm                                                         | 84.0 mm x 90.0 mm                                                         | 87.0 mm x 92.0 mm                                                         | 87.5 mm x 82.0 mm                                                         |           |           |           |           |           |           |           |           |           |           |           |           |           |           |           |
| Cilindrada                     | 1995 cm³                                                                  | 1995 cm³                                                                  | 1995 cm³                                                                  | 2188 cm³                                                                  | 2958 cm³                                                                  |           |           |           |           |           |           |           |           |           |           |           |           |           |           |           |
| Relació de compressió          | 16.0: 1                                                                   | 16.0: 1                                                                   | 16.0: 1                                                                   | 18.0: 1                                                                   | 18.5: 1                                                                   |           |           |           |           |           |           |           |           |           |           |           |           |           |           |           |
| Potència màxima: CV (kW) @ rpm | 130 CV (96 kW) @ 4000                                                     | 150 CV (110 kW) @ 4000                                                    | 173 CV (127 kW) @ 3750                                                    | 140 CV (102 kW) @ 4000                                                    | 180 CV (133 kW) @ 4000                                                    |           |           |           |           |           |           |           |           |           |           |           |           |           |           |           |
| Parell màxim: Nm @ rpm         | 320 Nm @ 2000                                                             | 340 Nm @ 2000                                                             | 360 Nm @ 1750                                                             | 320 Nm @ 1750                                                             | 400 Nm @ 1800                                                             |           |           |           |           |           |           |           |           |           |           |           |           |           |           |           |
| Tracció                        | Davantera                                                                 | Davantera                                                                 | Davantera                                                                 | Davantera                                                                 | Davantera                                                                 | Davantera | Davantera | Davantera | Davantera | Davantera | Davantera | Davantera | Davantera | Davantera | Davantera | Davantera | Davantera | Davantera | Davantera | Davantera |
| Transmissió                    | Manual, 6 velocitats                                                      | Manual, 6 velocitats                                                      | Manual, 6 velocitats                                                      | Automàtica, 5 velocitats                                                  | Automàtica, 6 velocitats                                                  |           |           |           |           |           |           |           |           |           |           |           |           |           |           |           |
| Acceleració 0–100 km/h         | 13.5                                                                      | 10.6                                                                      | 9.8                                                                       | 13.9                                                                      | 10.9                                                                      |           |           |           |           |           |           |           |           |           |           |           |           |           |           |           |
| Velocitat màxima               | 184 km/h                                                                  | 194 km/h                                                                  | 204 km/h                                                                  | 185 km/h                                                                  | 210 km/h                                                                  |           |           |           |           |           |           |           |           |           |           |           |           |           |           |           |
| Consum combinat (L/100 km)     | 7.2                                                                       | 7.4                                                                       | 7.4                                                                       | 9.2                                                                       | 9.4                                                                       |           |           |           |           |           |           |           |           |           |           |           |           |           |           |           |

### Fase III (2010-2014)

#### Motoritzacions
| Període                        | 2010-2014                                       | 2010-2014                                                                         | 2010-2014                                                                         | 2010-2014                                                                         |           |           |           |           |           |           |           |           |           |           |           |           |           |           |           |           |
| Tipus de motor                 | L4 16v, turbo                                   | L4 16v, dièsel, injecció directa, common-rail, turbo, filtre Antipartícules (FAP) | L4 16v, dièsel, injecció directa, common-rail, turbo, filtre Antipartícules (FAP) | L4 16v, dièsel, injecció directa, common-rail, turbo, filtre Antipartícules (FAP) |           |           |           |           |           |           |           |           |           |           |           |           |           |           |           |           |
| Identificació del motor        | F4R                                             | M9R                                                                               | M9R                                                                               | M9R                                                                               |           |           |           |           |           |           |           |           |           |           |           |           |           |           |           |           |
| Diàmetre x carrera             | 82.7 mm x 93.0 mm                               | 84.0 mm x 90.0 mm                                                                 | 84.0 mm x 90.0 mm                                                                 | 84.0 mm x 90.0 mm                                                                 |           |           |           |           |           |           |           |           |           |           |           |           |           |           |           |           |
| Cilindrada                     | 1998 cm³                                        | 1995 cm³                                                                          | 1995 cm³                                                                          | 1995 cm³                                                                          |           |           |           |           |           |           |           |           |           |           |           |           |           |           |           |           |
| Relació de compressió          | 9.8: 1                                          | 16.0: 1                                                                           | 16.0: 1                                                                           | 16.0: 1                                                                           |           |           |           |           |           |           |           |           |           |           |           |           |           |           |           |           |
| Potència màxima: CV (kW) @ rpm | 170 CV (125 kW) @ 5000                          | 130 CV (96 kW) @ 4000                                                             | 150 CV (110 kW) @ 4000                                                            | 175 CV (127 kW) @ 3750                                                            |           |           |           |           |           |           |           |           |           |           |           |           |           |           |           |           |
| Parell màxim: Nm @ rpm         | 270 Nm @ 3250                                   | 320 Nm @ 2000                                                                     | 340 Nm @ 2000                                                                     | 360 Nm @ 1750                                                                     |           |           |           |           |           |           |           |           |           |           |           |           |           |           |           |           |
| Tracció                        | Davantera                                       | Davantera                                                                         | Davantera                                                                         | Davantera                                                                         | Davantera | Davantera | Davantera | Davantera | Davantera | Davantera | Davantera | Davantera | Davantera | Davantera | Davantera | Davantera | Davantera | Davantera | Davantera | Davantera |
| Transmissió                    | Manual, 6 velocitats / Automàtica, 5 velocitats | Manual, 6 velocitats                                                              | Manual, 6 velocitats / Automàtica, 5 velocitats                                   | Manual, 6 velocitats / Automàtica, 5 velocitats                                   |           |           |           |           |           |           |           |           |           |           |           |           |           |           |           |           |
| Acceleració 0–100 km/h         | 9.7                                             | 12.0                                                                              | 10.6                                                                              | 9.8                                                                               |           |           |           |           |           |           |           |           |           |           |           |           |           |           |           |           |
| Velocitat màxima               | 205 km/h                                        | 184 km/h                                                                          | 194 km/h                                                                          | 204 km/h                                                                          |           |           |           |           |           |           |           |           |           |           |           |           |           |           |           |           |
| Consum combinat (L/100 km)     | 8.8                                             | 6.5                                                                               | 6.5                                                                               | 7.0                                                                               |           |           |           |           |           |           |           |           |           |           |           |           |           |           |           |           |

## Espace V (2015 - 2023)
L'any 2015 comença la venda d'aquesta nova generació de l'Espace. Ve amb més altura del sòl a la carrosseria, i porta un munt de nous detalls que fan passar a la marca generalista francesa per una premium: pantalla tàctil central a manera de tablet, disseny exterior a manera de SUV-Coupé...
És cert que aquesta nova plataforma pretén eliminar el disseny d'un gran monovolum, però continua amb l'espai intern d'un gran monovolum. Té també una major altura, per la qual cosa perfectament es pot confondre per un SUV o Tot-camí, però realment no ho és, i la forma de les finestretes de la tercera fila estan a manera de SUV-Coupé, però no ho és ni ho pretén.
El nou disseny sembla més compacte que en generacions anteriors, però a l'interior no s'aprecia. Transmet la sensació de monovolum que sempre ha donat l'Espace.

### Motoritzacions
| Període                        | 2015-present                    | 2015-present                                                                      | 2015-present                                                                      |           |           |           |           |           |           |           |           |           |           |           |           |           |           |           |           |           |
| Tipus de motor                 | L4 16v, injecció directa, turbo | L4 16v, dièsel, injecció directa, common-rail, turbo, filtre Antipartícules (FAP) | L4 16v, dièsel, injecció directa, common-rail, turbo, filtre Antipartícules (FAP) |           |           |           |           |           |           |           |           |           |           |           |           |           |           |           |           |           |
| Identificació del motor        | M5T                             | R9M                                                                               | R9M                                                                               |           |           |           |           |           |           |           |           |           |           |           |           |           |           |           |           |           |
| Diàmetre x carrera             | 79.7 mm x 81.1 mm               | 80.0 mm x 79.5 mm                                                                 | 80.0 mm x 79.5 mm                                                                 |           |           |           |           |           |           |           |           |           |           |           |           |           |           |           |           |           |
| Cilindrada                     | 1618 cm³                        | 1598 cm³                                                                          | 1598 cm³                                                                          |           |           |           |           |           |           |           |           |           |           |           |           |           |           |           |           |           |
| Relació de compressió          | 9.5: 1                          | 15.4: 1                                                                           | 15.4: 1                                                                           |           |           |           |           |           |           |           |           |           |           |           |           |           |           |           |           |           |
| Potència màxima: CV (kW) @ rpm | 200 CV (147 kW) @ 5750          | 131 CV (96 kW) @ 4000                                                             | 160 CV (118 kW) @ 4000                                                            |           |           |           |           |           |           |           |           |           |           |           |           |           |           |           |           |           |
| Parell màxim: Nm @ rpm         | 260 Nm @ 2500                   | 320 Nm @ 1750                                                                     | 380 Nm @ 1750                                                                     |           |           |           |           |           |           |           |           |           |           |           |           |           |           |           |           |           |
| Tracció                        | Davantera                       | Davantera                                                                         | Davantera                                                                         | Davantera | Davantera | Davantera | Davantera | Davantera | Davantera | Davantera | Davantera | Davantera | Davantera | Davantera | Davantera | Davantera | Davantera | Davantera | Davantera | Davantera |
| Transmissió                    | Automàtica, 7 velocitats        | Manual, 6 velocitats                                                              | Automàtica, 6 velocitats                                                          |           |           |           |           |           |           |           |           |           |           |           |           |           |           |           |           |           |
| Pes                            | 1684 Kg                         | 1697 Kg                                                                           | 1734 Kg                                                                           |           |           |           |           |           |           |           |           |           |           |           |           |           |           |           |           |           |
| Acceleració 0–100 km/h         | 8.6                             | 10.7                                                                              | 9.9                                                                               |           |           |           |           |           |           |           |           |           |           |           |           |           |           |           |           |           |
| Velocitat màxima               | 211 km/h                        | 191 km/h                                                                          | 202 Kg                                                                            |           |           |           |           |           |           |           |           |           |           |           |           |           |           |           |           |           |
| Consum combinat (L/100 km)     | 6.2                             | 4.5                                                                               | 4.7                                                                               |           |           |           |           |           |           |           |           |           |           |           |           |           |           |           |           |           |

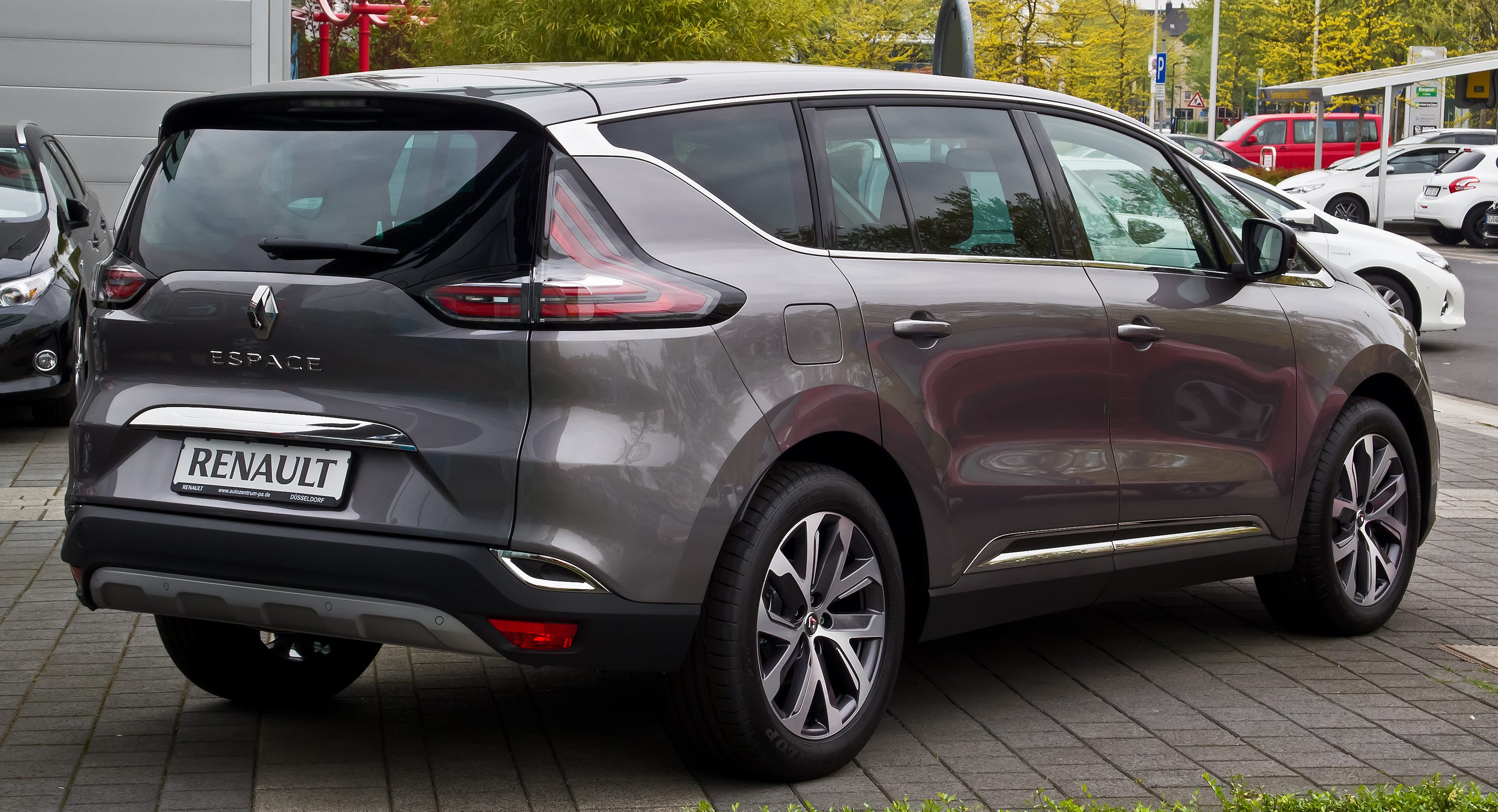
Espace V: posterior
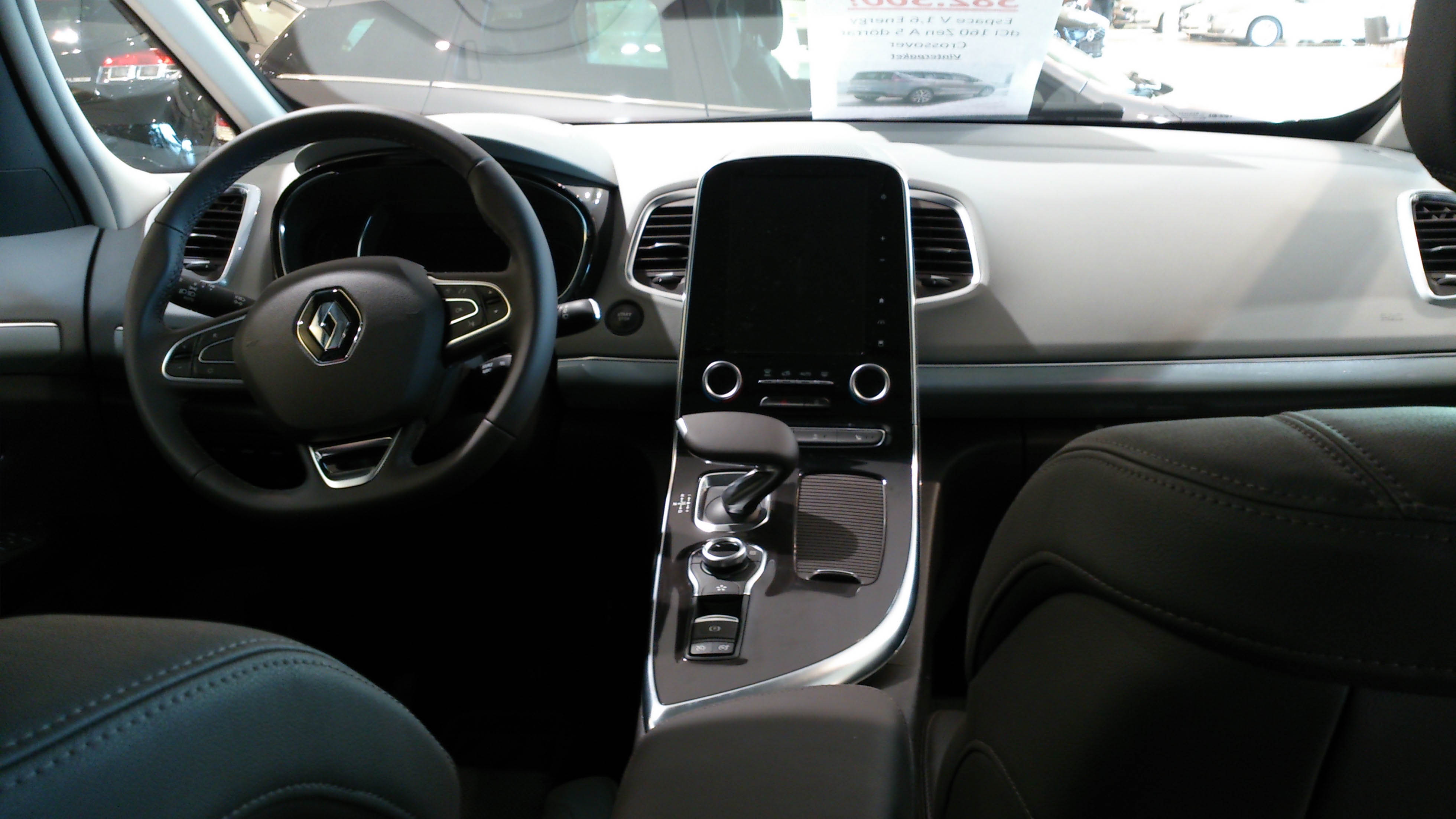
Interior amb R-Link 2

## Espace VI (2023)

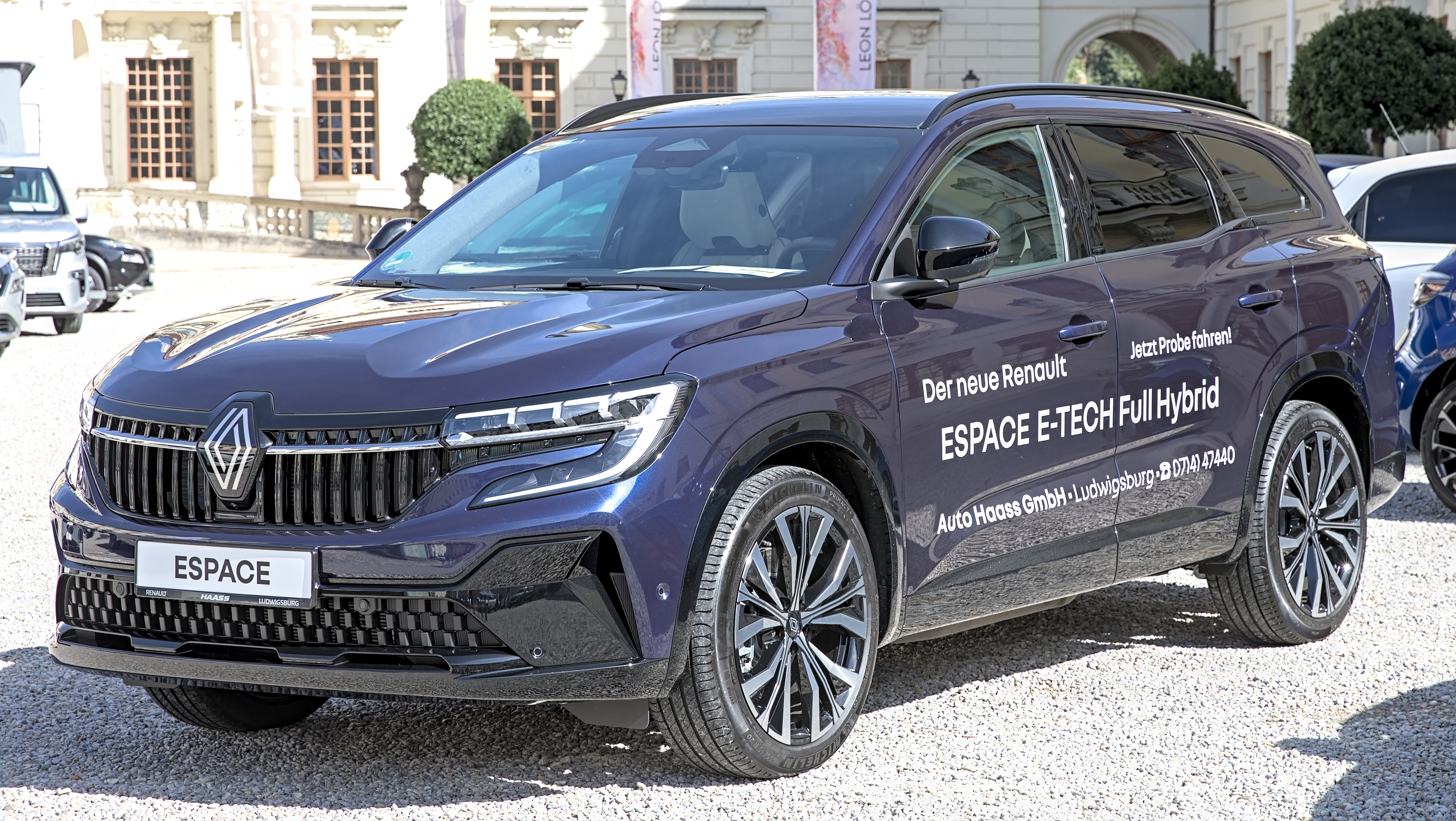
Renault Espace VI

El 2023, l'Espai VI, un Austral de 7 places s'ha de fer càrrec..